# Мелісса Бенойст
Мелісса Бенойст (англ. Melissa Benoist; нар. 4 жовтня 1988, Х'юстон, Техас, США) — американська акторка та співачка.

## Життєпис
Народилася в Х'юстоні, США. ЇЇ батьки — Джеймс Логан Бенойст (англ. James Logan Benoist) та Джулі Рене (англ. Julie Renee). Має двох рідних сестер Джессіку та Крістіну. Після повторного шлюбу батька має п'ять зведених братів та сестер.
У 2007 закінчила старшу школу Арапаго. Здобула ступінь бакалавра мистецтв у одному із приватних коледжів Нью-Йорка у 2011.

## Кар'єра
Розпочала свою кінокар'єру у 2008, коли знялась у фільмі «Теннессі». З того часу вона часто з'являлась у телевізійних шоу. Потім у доробку актрису були епізодичні ролі у телесеріалах: «Закон і порядок: Спеціальний корпус», «Блакитна кров», «Гарна дружина». З 2012 по 2014 знімалася у «Хорі».
У 2014 Мелісса з'явилася у драмі «Одержимість». У тому ж році приєдналася до акторського складу екранізації роману Ніколаса Спаркса «Найдовша подорож».
Від 2015 року виконує головну роль у телесеріалі «Супердівчина», а також грає свого персонажа в серіалах-кросоверах: «Стріла», «Легенди завтрашнього дня», «Борці свободи: Промінь», «Флеш».

## Особисте життя
Під час зйомок телесеріалу «Хор» Бенойст познайомилась з актором та співаком Блейком Дженнером. У кінці березня 2015 пара побралася. У грудні 2016 Мелісса подала на розлучення.
У 2017 році почала зустрічатися зі своїм колегою по серіалу «Супердівчина» Крісом Вудом. 10 лютого 2019 року пара оголосила про заручини, а 1 вересня 2019 вони одружилися . 4 березня 2020 року пара оголосила в Instagram, що очікує дитину

## Фільмографія

### Фільми
| Рік  | Назва                                     | Оригінальна назва          | Роль                        | Примітки          |
| ---- | ----------------------------------------- | -------------------------- | --------------------------- | ----------------- |
| 2008 | «Теннессі»                                | Tennessee                  | Лорель                      |                   |
| 2014 | «Одержимість»                             | Whiplash                   | Ніколь                      |                   |
| 2015 | «Уяви»                                    | Danny Collins              | Джеймі                      |                   |
| 2015 | «Найдовша подорож»                        | The Longest Ride           | Марсія                      |                   |
| 2015 | «Банда грабіжників»                       | Band of Robbers            | Беккі Тетчер                |                   |
| 2016 | «Лоурайдери»                              | Low Riders                 | Лорелай                     |                   |
| 2016 | «День Патріота»                           | Patriots Day               | Кетрін Расселл              |                   |
| 2017 | «Сонячні пси»                             | Sun Dogs                   | Теллі Петерсен              |                   |
| 2017 |                                           | Billy Boy                  | Дженніфер                   |                   |
| 2018 |                                           | Freedom Fighters - The Ray | Наддівчина (голос)          | мульт. відеофільм |
| 2019 |                                           | The Stew                   | Сьюзан                      | короткометр.      |
| 2019 | «Джей та Мовчазний Боб: Перезавантаження» | Jay and Silent Bob Reboot  | Жінка Хронік                | камео             |
| 2020 |                                           | Crisis on Infinite Earths  | Кара Денверс / Супердівчина | відеофільм        |
| 2022 | «Клерки 3»                                | Clerks III                 | аудитор                     | камео             |

### Серіали
| Рік         | Назва                                 | Оригінальна назва                   | Роль                                      | Примітки                                               |
| ----------- | ------------------------------------- | ----------------------------------- | ----------------------------------------- | ------------------------------------------------------ |
| 2010        | «Блакитна кров»                       | Blue Bloods                         | Рене                                      | Епізод: "Privilege"                                    |
| 2010        | «Гарна дружина»                       | The Good Wife                       | Моллі                                     | Епізод: "Nine Hours"                                   |
| 2010        | «Закон і порядок: Злочинні наміри»    | Law & Order: Criminal Intent        | Джессалін Керр                            | Епізод: "Delicate"                                     |
| 2010        | «Закон і порядок: Спеціальний корпус» | Law & Order: Special Victims Unit   | Ава                                       | Епізод: "Wet"                                          |
| 2011        | «Батьківщина»                         | Homeland                            | Стейсі Мур                                | Епізоди: "Grace", "Clean Skin"                         |
| 2012 — 2014 | «Хор»                                 | Glee                                | Марлі Роуз                                | 35 епізодів                                            |
| 2015 — 2021 | «Супердівчина»                        | Supergirl                           | Кара Зор-Ел / Кара Денверс / Супердівчина | головна роль                                           |
| 2016 — 2019 | «Флеш»                                | The Flash                           | Кара Денверс / Супердівчина / Наддівчина  | 5 епізодів                                             |
| 2016 — 2020 | «Легенди завтрашнього дня»            | Legends of Tomorrow                 | Кара Денверс / Супердівчина / Наддівчина  | 3 епізоди                                              |
| 2016 — 2020 | «Стріла»                              | Arrow                               | Кара Денверс / Супердівчина               | 5 епізодів                                             |
| 2017 — 2018 | «Борці за свободу: Промінь»           | Freedom Fighters: The Ray           | Наддівчина                                | 8 епізодів; вебсеріал                                  |
| 2018        | «Вейко»                               | Waco                                | Рейчел Ко́реш                              | 8 епізодів; мінісеріал                                 |
| 2019        | «Бетвумен»                            | Batwoman                            | Кара Денверс / Супердівчина               | Епізод: "Crisis on Infinite Earths, Part Two"          |
| 2020        | «Робоцип»                             | Robot Chicken                       | Лора / Мелорі Гейс (голоси)               | Епізод: "Sundancer Craig in: 30% of the Way to Crying" |
| 2024        | «Володарі Всесвіту: Одкровення»       | Masters of the Universe: Revolution | Тіла (голос)                              | 5 епізодів                                             |
| 2025        | «Прибережжя»                          | The Waterfront                      | Брі Баклі (Bree Buckley)                  | 8 епізодів                                             |

## Нагороди та номінації
| Рік  | Нагорода           | Категорія            | Фільм                       | Підсумок  |
| ---- | ------------------ | -------------------- | --------------------------- | --------- |
| 2013 | Teen Choice Awards | Прорив року          | «Хор» (телесеріал)          | Номінація |
| 2016 | «Сатурн»           | Найкраща телеакторка | «Супердівчина» (телесеріал) | Номінація |
| 2016 | «Сатурн»           | Прорив року          | «Супердівчина» (телесеріал) | Перемога  |